# Mayr-Melnhof Karton
Mayr-Melnhof Karton AG er en Østrigsk fremstiller af papir og pakkematerialer, der har hovedkvarter i Wien.
Selskabet er 65 % familieejet, mens resten er ejet af forskellige aktionærer, selskabet er registreret på Wiener Börse.
Mayr-Melnhof Pakkeri er et multinationalt firma med fabrikker i Østrig, Chile, Tyskland, Frankrig, Storbritannien, Iran, Jordan, Holland, Polen, Rumænien, Rusland, Slovenien, Spanien, Tyrkiet, Tunesien, Ukraine og Vietnam.